# Лихач Олег Миколайович
Оле́г Микола́йович Лиха́ч (нар. 16 липня 1964, Львів) — український співак (тенор), народний артист України (2014).

## Життєпис
1971—1976 — виступав у хорі «Дударик» (Львів).
1978 — закінчив Львівську дитячу музичну школу № 2 по класу скрипки (викладач В. Долгашов).
Під час навчання у Львівському політехнічному інституті, був постійним учасником «Весни Політехніки».
1989 — працював у Львівському театрі-студії «Не журись!».
З 1990 року працює у Львівській спеціалізованій музичній школі-інтернаті ім. С. Крушельницької на посаді концертмейстера-ілюстратора.
1995 — закінчив Вищий музичний інститут імені М. В. Лисенка у Львові (клас Р. Вітошинського, М. Логойди).
З 1996 — соліст Львівського театру опери та балету ім. С. Крушельницької.
З 2002 співпрацює з Одеським театром опери та балету, 2005—2006 років — з Вроцлавською оперою.
Гастролював в Австрії, Аргентині, Бразилії, Великій Британії, Італії, Канаді, Німеччині, Польщі, Угорщині, Швейцарії.
Викладає у Львівській національній музичній академії імені М. В. Лисенка, доцент кафедри сольного співу.
Член Національної спілки театральних діячів України.

## Партії
- Альмавіва («Севільський цирульник» Дж. Россіні)
- Альфред («Травіата» Дж. Верді)
- Андрій («Запорожець за Дунаєм» С. Гулака-Артемовського)
- Барінкай («Циганський барон» Й. Штраусса)
- Беппо («Паяци» Р. Леонкавалло)
- Данило («Весела вдова» Ф. Леґара)
- Генріх («Летюча миша» Й. Штраусса)
- Герцог («Ріґолетто» Дж. Верді)
- Єгошуа («Мойсей» М. Скорика)
- Ісмаїл («Набукко» Дж. Верді)
- Кассіо («Отелло» Дж. Верді)
- Ленський («Євгеній Онєгін» П. Чайковського)
- Микола («Украдене щастя» Ю. Мейтуса)
- Петро («Наталка Полтавка» М. Лисенка)
- Стефан («Зачарований замок» С. Монюшка)

## Визнання
- 2003 — заслужений артист України
- 2014 — народний артист України